# John McConathy
John R. McConathy (Sailes, 9 aprile 1930 – Bossier City, 19 aprile 2016) è stato un cestista e allenatore di pallacanestro statunitense, professionista nella NBA.

## Carriera
Venne selezionato dai Syracuse Nationals al primo giro del Draft NBA 1951 (5ª scelta assoluta).